# Bataille de Margate
Guerre de Cent Ans
Batailles
La bataille de Margate a lieu en mars 1387 pendant la guerre de Cent Ans. L'Angleterre, après avoir subi des échecs cinglants contre la France au cours des années précédentes et avoir évité de justesse une invasion française, décide d'envoyer une flotte sous le commandement du comte d'Arundel en Flandre afin d'écarter la menace maritime française. Ainsi, la flotte anglaise réussit à battre une flotte marchande française à destination de la Flandre et à s'emparer de ses cargaisons.

## Préparation au combat
Le comte d'Arundel a été informé par des prisonniers français en Angleterre qu'une flotte marchande provenant de La Rochelle se dirigerait bientôt vers la Flandre. Il décide de jeter l'ancre à Margate, dans le Kent, afin d'intercepter cette flotte. Arundel a choisi délibérément cette petite ville portuaire car le pas de Calais y est alors très étroit, lui permettant de mieux repérer les navires circulant. De plus, il peut se réfugier dans l'embouchure de la Tamise et ainsi protéger Londres si le raid tourne mal.
Les navires marchands à destination de la Flandre sont chargés de vin. En voulant franchir le pas de Calais le 24 mars 1387, ils aperçoivent la flotte anglaise qui veut engager le combat. Les vents défavorables rendent le combat inévitable. La flotte marchande est cependant escortée par de nombreux navires de guerre placés sous le commandement de l'amiral flamand Jean de Bucq. Ce dernier décide d'engager le combat avec les Anglais afin de permettre aux navires marchands de se réfugier à temps au port de L'Écluse.

## Déroulement de la bataille

### Première journée: 24 mars 1387
Arundel avait fait embarquer des archers dans des galères légères. Ceux-ci commencent le combat par une pluie de flèches qui se perdent en mer car les soldats français et flamands ont eu le temps d'organiser leur ligne de défense. Les arbalétriers flamands répondent à cette attaque en utilisant des balistes qui blessent plusieurs marins anglais. Ce bombardement vise essentiellement les galères et non les navires anglais légers et facilement manœuvrables. Arundel décide alors de faire avancer les galères sur la flotte flamande mais les Flamands résistent.
Pendant ce temps les navires marchands voguent en toute hâte vers L'Écluse afin d'échapper aux navires anglais qui les poursuivent. Ils parviennent rapidement à les distancer, d'autant que les Anglais n'osent pas aller plus loin en raison de la faible profondeur des eaux flamandes. La bataille est interrompue à la tombée de la nuit, après trois ou quatre heures de combat. Les deux flottes jettent l'ancre afin de réparer les navires endommagés et soigner les blessés.

### Seconde journée: 25 mars 1387
À l'aube du 25 mars, les Anglais, qui ont eu le temps de rassembler des hommes et des embarcations dans les villages avoisinants, gagnent du terrain et obligent les Français et leurs alliés flamands à se retirer vers Cadzand, près de L'Écluse. La flotte flamande est perdue car aucun soldat ou navire n'est présent à Cadzand pour venir la secourir. L'amiral Jean de Bucq est capturé par les Anglais. Il est incarcéré à Londres, où il meurt en captivité trois ans plus tard.
Par la suite, les Anglais se dirigent vers L'Écluse. Ils y brûlent les navires présents et emportent la cargaison de vin en provenance de La Rochelle, estimée à 9 000 barils. Même s'ils ne parviennent pas à s'emparer de L'Écluse, les Anglais pillent les villages proches sans grande résistance pendant plusieurs semaines.